# Kazimierz Schreiber
Kazimierz Schreiber (ur. 31 grudnia 1864 w Strumianach, zm. luty 1951) – realizator programu pracy organicznej na ziemi śremskiej, działacz gospodarczo-polityczny II RP, właściciel posiadłości Ostrowo. 

## Życiorys
Urodził się 31 grudnia 1864 roku w Strumianach, pow. gostyńskim, gdzie ojciec jego był nadleśniczym i nazywał się Pisarski. W pierwszej poł. XIX w. podczas akcji zniemczania polskich nazw i nazwisk władze pruskie Provinz Posen zmieniły jego nazwisko na Schreiber. 
W 1898 roku Kazimierz Schreiber nabył w Ostrowie, pow. śremski posiadłość ziemską od Niemca o nazwisku Wolf (bliższych danych brak), co było ewenementem wobec pruskiego zakazu sprzedaży ziemi Polakom i było możliwe najprawdopodobniej dzięki wsparciu polskiej Spółki Parcelacyjnej, założonej przez ks. Piotra Wawrzyniaka. 
Wkrótce włączył się w polskie życie społeczne w Śremie; został członkiem śremskiego Towarzystwa Przemysłowego im. Św. Wojciecha, założonego jeszcze przez ks. Piotra Wawrzyniaka w 1871 roku. Sprowadzał nowoczesne maszyny z Fabryki Machin i Narzędzi Rolniczych Hipolita Cegielskiego z Poznania, a także z Berlina, korzystając z pośrednictwa spółdzielni zaopatrzenia i zbytu rolniczego „Rolniki”. Uprawiał ziemię stosując nowoczesne metody płodozmianu i agrotechniki, popularyzowanych przez Dezyderego Chłapowskiego, tak iż wkrótce jego przedsiębiorstwo rolnicze stało się jednym z najlepiej prosperujących w okolicy, realizując w praktyce idee pracy organicznej.
Angażował się intensywnie w polskie inicjatywy gospodarcze, spółdzielczo-bankowe i samopomocowo-rolnicze w Śremie oraz w życie kulturalno-patriotyczne. Rodzina Schreiberów znana była z czynnego patriotyzmu; brat Kazimierza, Teofil Schreiber był powstańcem wielkopolskim - współorganizatorem i członkiem Powiatowego Komitetu Obywatelskiego, a także delegatem z ziemi gostyńskiej na poznański Polski Sejm Dzielnicowy w grudniu 1918 r.
Kazimierz Schreiber był członkiem zarządu Powiatowej Komunalnej Kasy Oszczędności, udzielającej tanich kredytów rolnikom i przedsiębiorcom, a także udziałowcem i prezesem Rady Nadzorczej śremskiego „Bazaru”, hotelu i centrum polskiego życia społecznego i kulturalnego tego regionu. W latach 1925–1932 prezesował Radzie Nadzorczej Banku Ludowego Spółdzielczego w Śremie, będąc po latach następcą ks. Piotra Wawrzyniaka na tym stanowisku.
Około roku 1910 założył w Ostrowie Fabrykę Wyrobów Cementowych, produkującą rury kanalizacyjne, kręgi studzienne, dachówki i inne wyroby ceramiczne, wykorzystując naturalne zasoby surowcowe wysoczyzn morenowych na swoich gruntach. Fabrykę tę prowadził do co najmniej 1928 r. W latach 20. i 30. na zlecenie Powiatowego Wydziału Dróg Publicznych w Śremie dostarczał duże ilości płyt chodnikowych oraz armatury do instalacji kanalizacyjnych. Prowadził także hodowlę koni rasy wielkopolskiej, i aż do wybuchu II wojny światowej realizował dostawy wierzchowców dla Oficerskiej Szkoły Kawalerii w Śremie. 
Obracał się w kręgach elit gospodarczych i politycznych II RP. W 1929 r. na zaproszenie ministra Przemysłu i Handlu II RP Eugeniusza Kwiatkowskiego wziął udział w spotkaniu „biznesowym” z gośćmi zagranicznymi w Poznaniu. Jako czynny działacz Stronnictwa Ludowego gościł też kilkakrotnie w swoim domu premiera II RP i prezesa Stronnictwa Ludowego, Wincentego Witosa.
W 1939 roku znalazł się w gronie 20 zakładników, z których 19 zostało rozstrzelanych na śremskim Rynku. Uratowany przez miejscowego niemieckiego oficera, został jednak wysiedlony ze swojej posiadłości, kilka miesięcy spędził w niemieckim areszcie, gdyż nie chciał podpisać Volkslisty i lata okupacji spędził w nędzy. Po II wojnie majątek jego uległ częściowej parcelacji. Zmarł w lutym 1951 roku w Ostrowie i został pochowany na zabytkowym cmentarzu przy śremskiej Farze, gdzie od 1938 r. spoczywała jego małżonka Łucja z Klarzyńskich.